# Avarhangya-rokonúak

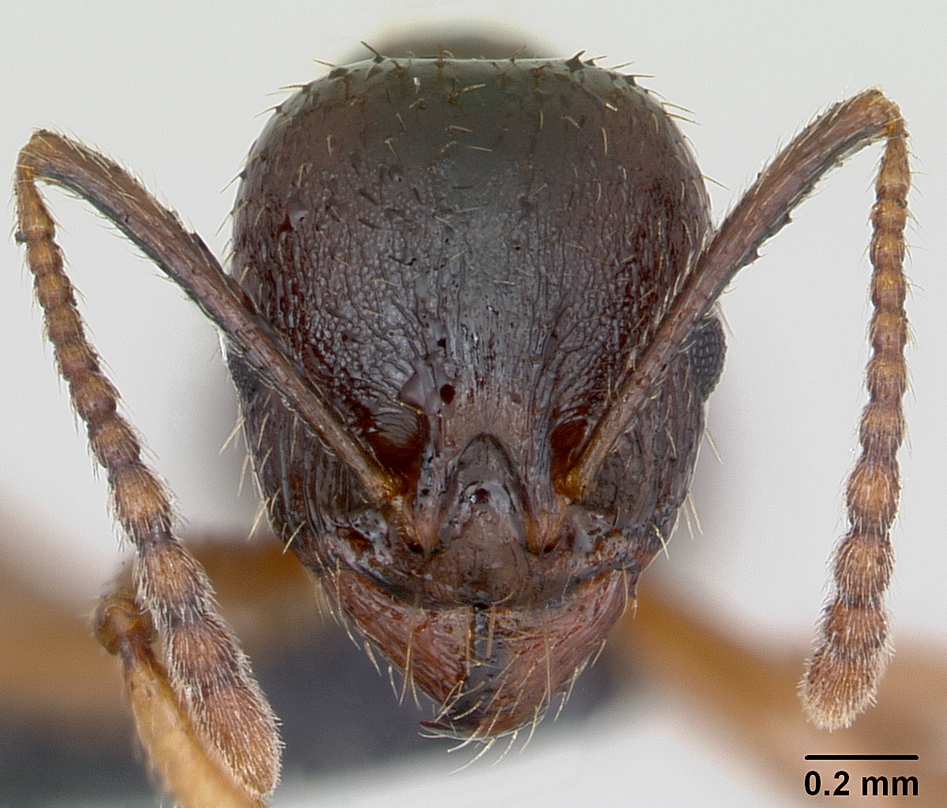
Vörös karcsúhangya feje elölnézetben

A  avarhangya-rokonúak (Stenammini) a hártyásszárnyúak (Hymenoptera) rendjében a fullánkosdarázs-alkatúak (Apocrita) alrendjébe sorolt hangyák (Formicidae) között a bütyköshangyaformák (Myrmicinae) alcsalád egyik nemzetsége eredetileg hat recens és egy kihalt nemmel.
Az újabb genetikai adatok alapján a 21. században négy recens:
- karcsúhangya (Aphaenogaster)
- maggyűjtőhangya (Messor)
- Goniomma
- Oxyopomyrmex

és a kihalt nemét (†Paraphaenogaster) az alcsalád Pheidolini nemzetségébe sorolták át.

## Származásuk, elterjedésük
A kozmopolita nemzetségből Magyarországon három nem egy-egy faja honos:
- közönséges  avarhangya (Stenamma debile)
- vörös karcsúhangya (Aphaenogaster subterranea)
- közönséges maggyűjtőhangya (Messor structor)

## További, Magyarországon ismertebb fajok
- fekete földműveshangya  (Veromessor pergandei)
- hosszúlábú karcsúhangya (Aphaenogaster beccarii)
- ibériai karcsúhangya  (Aphaenogaster dulcineae)
- ausztrál karcsúhangya (Aphaenogaster longiceps)
- Ujhelyi-karcsúhangya (Aphaenogaster ujhelyii)
- kenyai maggyűjtőhangya (Messor angularis)
- homoki maggyűjtőhangya (Messor arenarius)
- szakállas maggyűjtőhangya (Messor barbarus)
- nagyfejű maggyűjtőhangya (Messor capitatus)
- etióp maggyűjtőhangya (Messor cephalotes)
- libanoni maggyűjtőhangya (Messor ebeninus)
- déli maggyűjtőhangya (Messor ibericus)
- kis maggyűjtőhangya (Messor minor)
- keleti maggyűjtőhangya (Messor orientalis)